# La Vernaz
La Vernaz (prononcé en francoprovençal : [ˈvɛr.na], prononcé La Verne) est une commune française située dans le département de la Haute-Savoie, en région Auvergne-Rhône-Alpes.

## Urbanisme

### Typologie
Au 1er janvier 2024, La Vernaz est catégorisée commune rurale à habitat dispersé, selon la nouvelle grille communale de densité à sept niveaux définie par l'Insee en 2022.
Elle est située hors unité urbaine. Par ailleurs la commune fait partie de l'aire d'attraction de Thonon-les-Bains, dont elle est une commune de la couronne,. Cette aire, qui regroupe 18 communes, est catégorisée dans les aires de 50 000 à moins de 200 000 habitants,.

### Occupation des sols
L'occupation des sols de la commune, telle qu'elle ressort de la base de données européenne d’occupation biophysique des sols Corine Land Cover (CLC), est marquée par l'importance des forêts et milieux semi-naturels (89,9 % en 2018), en augmentation par rapport à 1990 (88 %). La répartition détaillée en 2018 est la suivante : 
forêts (81 %), prairies (9,8 %), milieux à végétation arbustive et/ou herbacée (8,9 %), eaux continentales (0,3 %).
L'IGN met par ailleurs à disposition un outil en ligne permettant de comparer l’évolution dans le temps de l’occupation des sols de la commune (ou de territoires à des échelles différentes). Plusieurs époques sont accessibles sous forme de cartes ou photos aériennes : la carte de Cassini (XVIIIe siècle), la carte d'état-major (1820-1866) et la période actuelle (1950 à aujourd'hui).

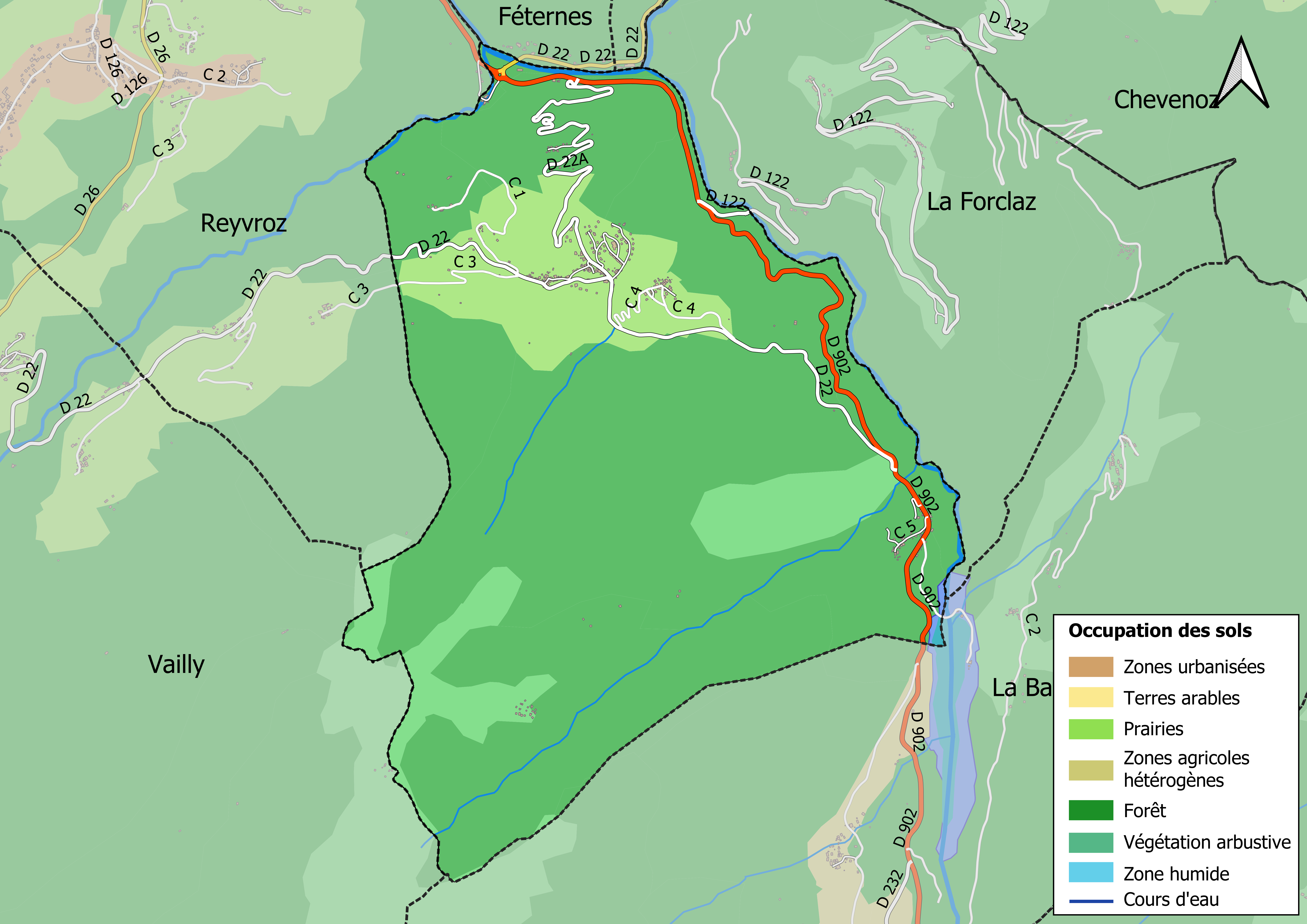
Carte des infrastructures et de l'occupation des sols en 2018 (CLC) de la commune.
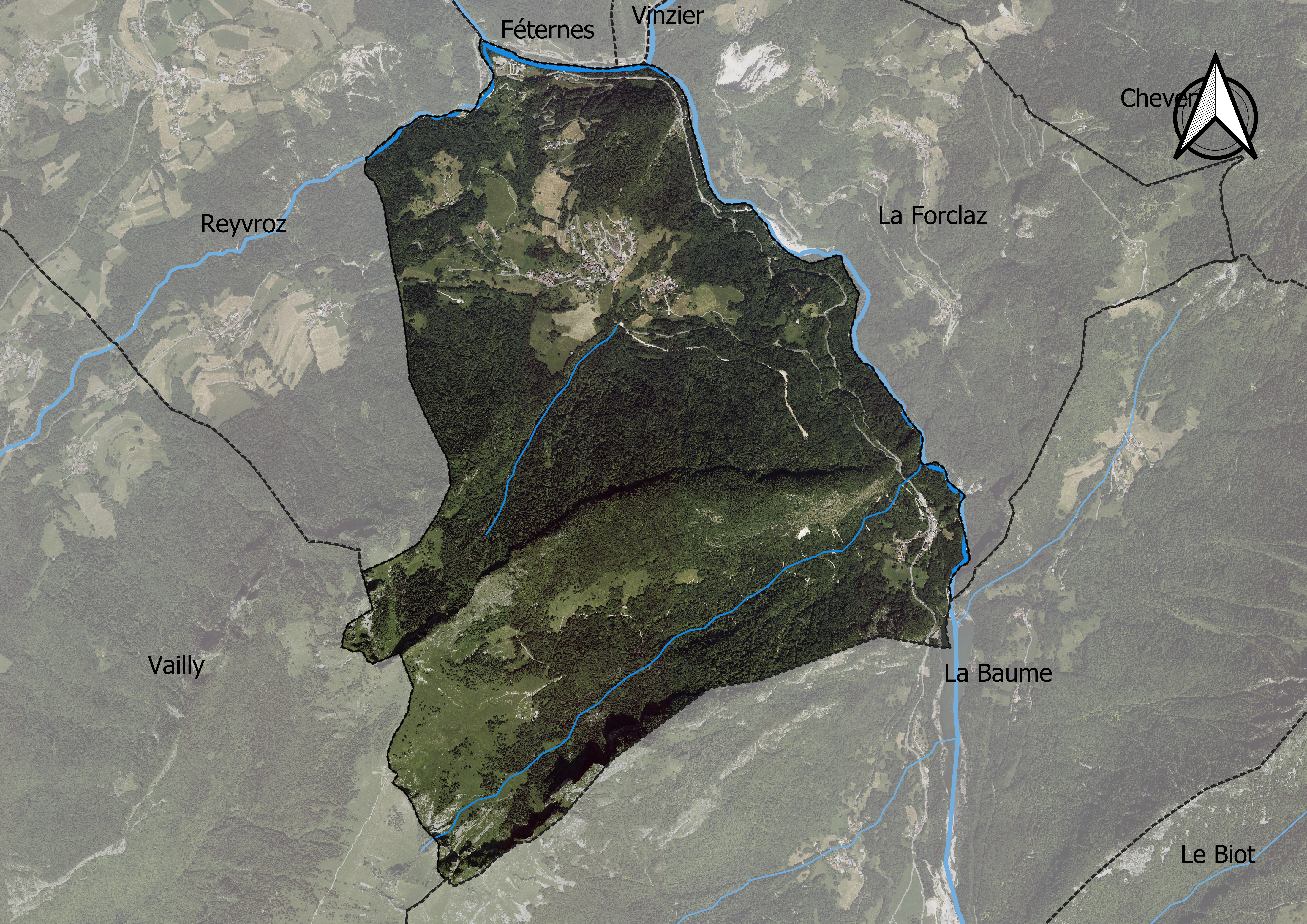
Carte orthophotogrammétrique de la commune.

## Toponymie
Le toponyme de Vernaz dérive du mot de l'ancien français vergne, verne, qui désigne l'« aulne » auquel s'est ajouté le suffixe collectif -az. Ou le nom viendrait plutot directement du mot arpitan "vèrna" (en graphie ORB), signifiant aussi l'« aulne ».
En francoprovençal (ou arpitan), le nom de la commune s'écrit La Vérna (graphie de Conflans) ou La Vèrna (ORB).

## Histoire
La Vernaz devient une paroisse en 1801. Son territoire est détaché du Biot le 21 juillet 1740, tout comme La Forclaz, pour devenir une commune indépendante.

## Politique et administration

### Rattachements administratifs et électoraux
Du point de vue administratif, la commune fait partie de l'arrondissement de Thonon-les-Bains et avant la réforme territoriale de 2014, faisait partie du canton du Biot dont Le Biot était le chef-lieu. Elle forme avec quinze autres communes depuis janvier 2014 la communauté de communes du Haut-Chablais. Elle fait suite à la communauté de communes de la Vallée d’Aulps créée en 1995 comprenant les neuf communes (La Forclaz, La Vernaz, La Baume, Le Biot, Seytroux, Saint Jean d’Aulps, Montriond, Essert-Romand et La Côte d’Arbroz).
Du point de vue électoral, la commune fait partie de la cinquième circonscription de la Haute-Savoie et, depuis la réforme territoriale de 2014, du canton d'Évian-les-Bains qui compte, selon le redécoupage cantonal de 2014, 33 communes.

### Liste des maires
| Période                                  | Période     | Identité           | Étiquette | Qualité                                 |
| ---------------------------------------- | ----------- | ------------------ | --------- | --------------------------------------- |
| Les données manquantes sont à compléter. |             |                    |           |                                         |
| 1985                                     | 27 mai 2020 | Jacqueline Garin   | SE        | Présidente de la Communauté de communes |
| 27 mai 2020                              | En cours    | Laurent Hauteville | SE        |                                         |

## Population et société
Les habitants de La Vernaz sont appelés les Verniants.

### Démographie
L'évolution du nombre d'habitants est connue à travers les recensements de la population effectués dans la commune depuis 1793. Pour les communes de moins de 10 000 habitants, une enquête de recensement portant sur toute la population est réalisée tous les cinq ans, les populations de référence des années intermédiaires étant quant à elles estimées par interpolation ou extrapolation. Pour la commune, le premier recensement exhaustif entrant dans le cadre du nouveau dispositif a été réalisé en 2006.

En 2022, la commune comptait 288 habitants, en évolution de −14,54 % par rapport à 2016 (Haute-Savoie : +6,01 %, France hors Mayotte : +2,11 %).
| 1793 | 1800 | 1806 | 1822 | 1838 | 1848 | 1858 | 1861 | 1866 |
| ---- | ---- | ---- | ---- | ---- | ---- | ---- | ---- | ---- |
| 263  | 270  | 266  | 327  | 368  | 408  | 372  | 397  | 396  |

| 1872 | 1876 | 1881 | 1886 | 1891 | 1896 | 1901 | 1906 | 1911 |
| ---- | ---- | ---- | ---- | ---- | ---- | ---- | ---- | ---- |
| 445  | 473  | 447  | 472  | 463  | 449  | 432  | 410  | 403  |

| 1921 | 1926 | 1931 | 1936 | 1946 | 1954 | 1962 | 1968 | 1975 |
| ---- | ---- | ---- | ---- | ---- | ---- | ---- | ---- | ---- |
| 324  | 296  | 299  | 296  | 326  | 218  | 210  | 168  | 173  |

| 1982 | 1990 | 1999 | 2006 | 2011 | 2016 | 2021 | 2022 | - |
| ---- | ---- | ---- | ---- | ---- | ---- | ---- | ---- | - |
| 160  | 158  | 217  | 280  | 294  | 337  | 306  | 288  | - |

### Enseignement
La commune de La Vernaz est située dans l'académie de Grenoble. En 2016, elle administre une école maternelle et élémentaire, regroupant 48 élèves.

## Culture locale et patrimoine

### Lieux et monuments
- Les gorges du Pont-du-Diable.
- Église de la Visitation-de-Marie de La Vernaz.
- Carrières du Gerdil.
- Falaise de Mévonne.

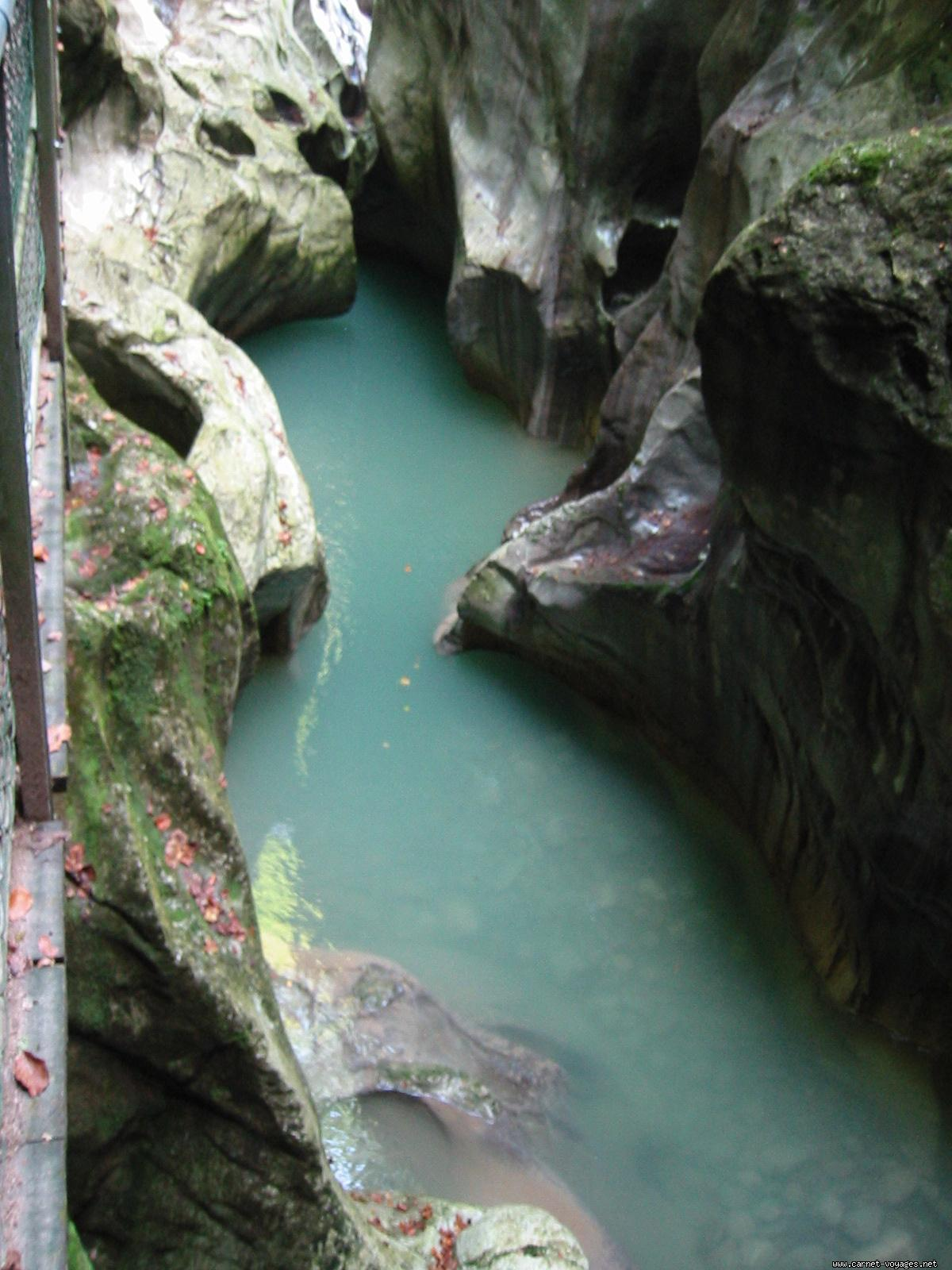
Le torrent des Gorges du Pont-du-Diable.
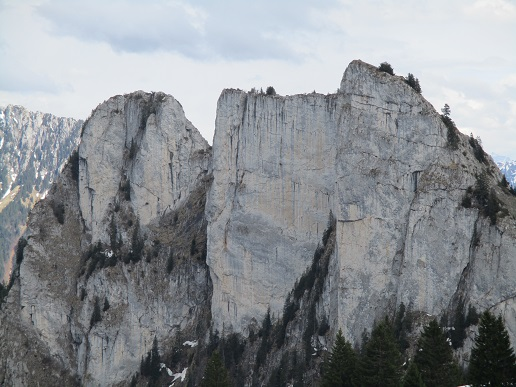
La dalle de Mévonne, un lieu d'escalade réputé.

### Héraldique
| Blason de La Vernaz | Blason  | D'or chapé de sinople à trois feuille de verne [aulne] de l'un et l'autre. |
| Blason de La Vernaz | Détails | Armes parlantes. Le statut officiel du blason reste à déterminer.          |